# Renato Portaluppi
Renato Portaluppi (Guaporé, 9 september 1962) – alias Renato Gaúcho – is een Braziliaans voetbaltrainer en voormalig profvoetballer. Gedurende zijn carrière kwam hij uit voor onder meer Flamengo en AS Roma en was hij circa tien jaar international van het Braziliaans voetbalelftal.

## Clubcarrière
Gaúcho begon met voetballen bij Club Esportivo in de plaats waar hij opgroeide. In 1982 maakte hij de overstap naar Grêmio waar hij een jaar later de CONMEBOL Libertadores won. Ook wist hij met die club de wereldbeker voor clubteams te winnen. In 1986 maakte hij de overstap naar Flamengo om vervolgens twee jaar later te beginnen aan zijn eerste en laatste buitenlandse club: AS Roma. Na een teleurstellend seizoen keerde hij terug in Brazilië en ging hij weer spelen voor Flamengo.
In de loop van zijn carrière zou Renato Gaúcho bij vele clubs spelen, waaronder meerdere keren bij Flamengo, maar ook bij diens aartsrivaal Fluminense. In 1999 beëindigde hij zijn actieve voetbalcarrière.

## Internationale carrière
In totaal kwam Gaúcho 43 keer uit voor het Braziliaans voetbalelftal. In 1990 maakte hij deel uit van de selectie van Brazilië op het FIFA WK 1990. Vier jaar eerder viel hij op het laatste moment af voor de definitieve Braziliaanse selectie. In 1989 wist Portaluppi met de Goddelijke Kanaries de CONMEBOL Copa América te winnen.

## Trainerscarrière
Al in 2000 begon Gaúcho met zijn eerste klus als trainer en begon bij het kleine Madureira. In 2002 kreeg hij een kans als trainer bij Fluminense. Een jaar later vertrok hij alweer om in 2007 vervolgens weer terug te keren. Daar wist hij zijn eerste prijs als trainer te winnen, namelijk de Copa do Brasil. Hij slaagde er echter niet in om de CONMEBOL Libertadores te winnen. Na een aantal verschillende clubs getraind te hebben keerde hij 2014 nogmaals terug bij Flusão. In 2017 veroverde Gaúcho met Grêmio de CONMEBOL Libertadores door het Argentijnse Lanús in de finale over twee wedstrijden te verslaan.

## Erelijst
Als speler
 Grêmio
- Wereldbeker voor clubteams: 1983
- CONMEBOL Libertadores: 1983
- Campeonato Gaúcho: 1985, 1986

 Flamengo
- Campeonato Brasileiro Série A: 1987
- Copa do Brasil: 1990

 Cruzeiro
- Supercopa João Havelange: 1992

 Fluminense
- Campeonato Carioca: 1996

 Brazilië
- CONMEBOL Copa América: 1989

Als trainer
 Fluminense
- Copa do Brasil: 2007

 Grêmio
- Copa do Brasil: 2016
- CONMEBOL Libertadores: 2017
- CONMEBOL Recopa: 2018

Individueel als speler
- Wereldbeker voor clubteams Man van de Wedstrijd: 1983
- Bola de Ouro: 1987
- Bola de Prata: 1984, 1987, 1990, 1992, 1995
- Zuid-Amerikaans Team van het Jaar: 1992

Individueel als trainer
- CONMEBOL Libertadores Beste Trainer: 2017
- Campeonato Gaúcho Beste Trainer: 2018, 2019

1 Taffarel ·
2 Mazinho ·
3 Mauro Galvão ·
4 André Cruz ·
5 Branco ·
6 Ricardo Gomes  ·
7 Bebeto ·
8 Geovani Silva · 
9 Valdo ·
10 Tita ·
10 Bismarck ·
11 Romário ·
12 Acácio ·
13 Josimar ·
13 Zé Teodoro ·
14 Aldair ·
15 Alemão ·
16 Cristóvão ·
17 Dunga ·
18 Renato Gaúcho ·
19 Baltazar ·
20 Paulo Silas ·
21 Charles ·
22 Zé Carlos ·
Coach: Lazaroni
1 Taffarel ·
2 Jorginho ·
3 Ricardo Gomes  ·
4 Dunga ·
5 Alemão ·
6 Branco ·
7 Bismarck ·
8 Valdo ·
9 Careca ·
10 Paulo Silas ·
11 Romário ·
12 Acácio ·
13 Carlos Mozer ·
14 Aldair ·
15 Müller ·
16 Bebeto ·
17 Renato Gaúcho ·
18 Mazinho ·
19 Ricardo Rocha ·
20 Tita ·
21 Mauro Galvão ·
22 Zé Carlos ·
Coach: Lazaroni